# Sílfids
Els sílfids (Silphidae) són una família de coleòpters polífags de la superfamília dels estafilinoïdeus, amb 15 gèneres i unes 200 espècies descrites. La majoria de les espècies s'alimenten de carronya i alguns són coneguts com a "escarabats enterradors", pel seus curiós costum d'enterrar cadàvers de petits animals.

## Característiques
La seva longitud oscil·la entre 4 i 40 mm. Posseeixen el cos aplanat, de color negre, de vegades amb taques groguenques o vermelles, i el tegument és tou. Les antenes són curtes acabades en una maça.

## Història natural
Tant les larves com els adults viuen majoritàriament en cadàvers d'animals, encara que hi ha espècies associades a vegetals en descomposició i excrements, i unes altres són depredadores.
Els nicroforins posseeixen un complex comportament, ja que enterren petits cadàvers i modelen amb ells una bola d'aliment per a les seves futures larves; la femella diposita uns pocs ous en una galeria que excava a la rodalia i va alimentant periòdicament les seves larves amb el contingut del cadàver enterrat.

## Taxonomia
Els sílfids es subdivideixen en dues subfamílies:
- Subfamília Silphinae Latreille, 1806
- Subfamília Nicrophorinae Kirby, 1837